# لنس بادی
لنس میزس (انگلیسی: Lance Bade؛ زادهٔ february ۶, ۱۹۷۱ (۵۴ سال)) ورزشکار ورزش تیراندازی اهل ایالات متحده آمریکا است.
وی در مسابقات کشوری و بین‌المللی در مجموع برندهٔ ۱ مدال برنز شده‌است.